# Irja Maliniemi
Irja Linnea Julie Maliniemi, född 26 oktober 1902 i Helsingfors, död där 2 mars 1967, var en finländsk litteraturhistoriker och skolledare.
Maliniemi ingick 1932 äktenskap med Aarno Maliniemi.
Maliniemi, som var dotter till filosofie doktor Fredrik Julius Lindström och Fanny Sederholm, blev student 1919, filosofie kandidat och filosofie magister 1923, filosofie licentiat 1941 och filosofie doktor 1950. Hon var äldre lektor i tyska och franska vid Finska lyceet i Helsingfors 1929, vid Finska normallyceet 1932 och överlärare från 1945. Hon var även lärare i tyska vid Helsingfors universitet från 1940 och blev docent i jämförande litteraturhistoria 1962. 
Maliniemi var ordförande i Tysklärarförbundet 1957–1960, medlem i centralstyrelsen för statsskollärares vid Finlands lärdomsskolors förbund 1937–1946, medlem i finska lärarföreningens styrelse, i lärarrådet 1947–1952, i läroverkskommittén 1950. Hon skrev Heinrich Heine Suomen kirjallisuudessa (akademisk avhandling, 1941), Runoutemme ajanomaisia ilmiöitä (1961) och talrika artiklar.